# Mariánský sloup (Stříbro)
Mariánský (morový) sloup ve Stříbře se nachází na tamním Masarykově náměstí. Je na něm třináct barokních plastik z dílny Kristiána a Lazara Widemannových.

## Historie
Důvodem ke zřízení sloupu měla být morová rána roku 1713. Sloup vznikal postupně, a to až do roku 1740. Pochází z dílny Kristiána a Lazara Widemanových. V roce 1762 byl vysvěcen biskupem Ondřejem Kayserem a na sloupu se v té době nacházelo 17 soch. V současné době zde scházejí čtyři andělíčci. V roce 1843 proběhla rekonstrukce a roku 1868 celková oprava, při níž bylo nově zhotoveno devět kamenných ohradních pilířků, mezi kterými byl natažen řetěz. V roce 1894 proběhlo celkové restaurování, které znamenalo zásadní změnu díla. Nejvíce poškozené sochy svatého Floriána, svatého Václava, svatého Šebestiána, svatého Rocha, svatého Prokopa a svaté Barbory byly nahrazeny sochami novými. Autorem této opravy byl Karl Wilfert. Tehdy patrně také došlo k odstranění čtyř andělíčků z podstavce sloupu. V první polovině 20. století se dílo znovu nacházelo ve špatném stavu. Roku 1962 zjištění vandalové strhli tři plastiky (uražené hlavy, přeražený trup), které svým pádem poničily další čtyři sochy (uražené hlavy a ruce) a architekturu sloupu (římsy apod.). Zanedlouho poté, v letech 1962 a 1963, byla provedena oprava, sochy byly osazeny zpět, nicméně již nebyly doplněny o uražené části. Dlouho bylo upozorňováno na havarijní stav sloupu, ale celkové opravy se dočkal až v letech 2011 až 2015, kdy bylo celé dílo rozebráno, zrekonstruováno, sochy restaurovány a postupně osazeny zpět na své místo. Jen socha svaté Rozálie byla pro svůj velmi špatný stav nahrazena sochařskou kopií a originál byl uložen v muzeu.

## Popis
Mariánský sloup tvoří vlastní sloup se sochou Panny Marie. Ostatní sochy jsou umístěny ve dvou úrovních. Sochy ve spodní části představují svatého Václava, svatého Floriána, svatého Rocha, svatého Šebestiána, svatého Jana Nepomuckého, svatého Františka z Pauly, svatého Antonína Paduánského a svatého Prokopa a jsou v životní velikosti. V horní části jsou sochy v podživotní velikosti svatá Rosalie Palermská, svatá Barbora, svatá Máří Magdaléna a (zřejmě) svatá Terezie z Ávily.